# Bloeiend Vacuüm
Bloeiend Vacuüm (Engels: Vacuum Flowers) is een cyberpunkroman, gepubliceerd in 1987 en geschreven door de Amerikaanse schrijver Michael Swanwick. Het boek speelt zich af in het reeds gekoloniseerde zonnestelsel waarbij de mensheid op aarde één groot collectief brein vormt en de vrije mensen zich ophouden in ruimtrstations tot aan de Oortwolk.
De titel is een verwijzing naar de planten die aangepast zijn om in vacuüm op kometen te groeien en die door de hoofdpersoon geoogst worden.

## Concepten
In het boek komen een aantal concepten uit het sciencefictiongenre aan de orde, zoals:
- Wetware, dit is een vorm van software, maar dan bedoeld om de hersenen van een persoon deels te herprogrammeren. In dit geval specifiek om iemand een nieuwe persoonlijkheid te geven. Bloeiend vacuüm is een van de eerste werken waarin dit concept voorkomt.
- Een hive mind waarbij de hersenen van de mensen via een implantaat met elkaar verbonden zijn en zo één centraal aangestuurd organisme vormen.
- De Dysonboom (bedacht door Freeman Dyson) die door genetische technologie is aangepast om in een zwaartekrachtloze ruimte te groeien en daar voor zuurstof te zorgen.
- Roterende ruimtesteden die door hun rotatie voor Kunstmatige zwaartekracht zorgen.

## Synopsis
Elizabeth Mudlark leeft in een ruimtestad en verdient haar geld door haar hersenen af en toe te verhuren aan wetwareproducenten om nieuwe producten uit te proberen. Door een fout wordt haar eigen persoonlijkheid gewist en blijft de enige versie van de gestestte persoonlijkheid in haar hoofd achter. De producent wil de wetware terug maar dat betekent dat ze zelf zonder persoonlijkheid en herinneringen achter zal blijven.
Tijdens haar vlucht krijgt ze hulp van Wyeth een rebellenleider met vier verschillende ingeprogrammeerde persoonlijkheden. Tijdens hun reis door het zonnestelsel worden ze bijgestaan door mensen uit Elizabeths verleden waarvan ze niet meer weet of ze hen wel kan vertrouwen. Ze moeten samenwerken met Het Bestand, de hive mind van de mensheid op aarde, die tot doel heeft ook de rest van het zonnestelsel te veroveren.